# Krzywice (województwo zachodniopomorskie)
Krzywice (do 1945 niem. Kriewitz) – wieś w Polsce położona w województwie zachodniopomorskim, w powiecie goleniowskim, w gminie Osina, na pagórkowatych terenach Równiny Nowogardzkiej, wśród lasów wschodnich rubieży Puszczy Goleniowskiej i pól, nieopodal rzeki Gowienicy, obecnie ok. 180 mieszkańców.
W latach 1975–1998 miejscowość administracyjnie należała do województwa szczecińskiego.
Najstarsze ślady osadnictwa na terenie wsi pochodzą z epoki neolitu, później niedaleko wsi istniało słowiańskie grodzisko, którego ślady są do dziś. Pierwsza pisana wzmianka pochodzi z roku 1291, kiedy to książę pomorski Bogusław IV sprzedaje wieś joannitom. Pieniądze są mu potrzebne do prowadzenia wojny z Brandenburgią. W XIV wieku w wyniku najazdów joannici zrzekają się Krzywic. W 1580 istniało tutaj 13 gospodarstw. Od XVI wieku wieś była domeną państwową. Od 1824 należała do Urzędu Inwestytury w Nowogardzie. W 1872 roku ok. 430 mieszkańców (48 budynków mieszkalnych). Ostatnim właścicielem była w roku 1939 Emma Falk, która posiadała tutaj niewielki majątek folwarczny. Od 1945 wieś w granicach państwa polskiego.
Obecnie wieś o charakterze rolniczo-mieszkalnym. W centrum wsi znajduje się neogotycki kościół z kamienia polnego i cegły, z drewnianym szczytem. Wybudowana w roku 1822, niewielka, salowa świątynia, z wejściem od strony wieży i ostrołukowymi oknami, filia parafii pw. Niepokalanego Poczęcia NMP w Osinie. Do zabytków należą także pozostałości średniowiecznego grodziska. Obecna zabudowa wsi zawiera kilka budynków ryglowych z przełomu XIX i XX wieku o wartości zabytkowej oraz kilka domów mieszkalnych murowanych z tego okresu. Obecnie obserwuje się duży przyrost nowych domów, szczególnie w północnej części wsi, w okolicach lasu. W centrum wsi znajduje się staw i plac zabaw, zaś w południowej części największa w gminie kopalnia żwirów i piasków o bardzo głębokim wyrobisku (przy drodze leśnej prowadzącej do Osiedla-Mosty). Na wschód od wsi, bliżej Osiny, znajduje się niewielka kolonia. Wieś posiada połączenia drogowe z Osiną oraz drogą krajową nr 6 (oddaloną o ok. 3 km). Okoliczne lasy to tereny atrakcyjne dla turystów pieszych i rowerowych, przez Krzywice przebiega szlak rowerowy Równina Nowogardzka. W odległości niespełna kilometra na północ od wsi są zlokalizowane dwa rezerwaty przyrody Wrzosiec i Krzywicki Mszar.
Okoliczne miejscowości: Glewice, Mosty-Osiedle, Osina, Przypólsko